# مقاطعة والووا (أوريغون)
مقاطعة والووا (بالإنجليزية: Wallowa County)‏ هي إحدى مقاطعات ولاية أوريغون في الولايات المتحدة الأمريكية.